# 神風プロ
神風プロ（かみかぜプロ、Kamikaze Pro) は、イギリスのプロレス団体。イングランドのバーミンガムを拠点としている。ロゴマークには英字と共に漢字と片仮名で「神風プロ」と記されている。

## 歴史
2013年6月23日、バーミンガムで旗揚げ戦を開催。

## タイトル
- 神風プロ王座
- 神風プロ・タッグ王座
- 神風プロ女子王座